# Malbosc
Malbosc é uma comuna francesa na região administrativa de Auvérnia-Ródano-Alpes, no departamento de Ardèche. Estende-se por uma área de 21,43 km². Em 2010 a comuna tinha 153 habitantes (densidade: 7,1 hab./km²).